# 引子与回旋随想曲
A小调引子和回旋随想曲（法語：Introduction et Rondo capriccioso），作品号28，是卡米耶·聖桑于1863年为小提琴和管弦樂團创作的作品。这首作品献给小提琴演奏家帕布罗·德·萨拉萨蒂，其在1867年4月的首映式上演奏了该作品的独奏小提琴部分。 

## 历史
圣桑原本打算将《引子和随想回旋曲》作为第一小提琴协奏曲（Op. 20）的高潮性的终章，但因其以独奏作品首演时取得成功，使得圣桑将其单独出版。
该作品的首演于1867年4月4日在香榭丽舍大街举行，由帕布罗·德·萨拉萨蒂独奏，由作曲家亲自指挥。
该作品有多种改编版本，包括乔治·比才的小提琴与钢琴版本、雅克·杜兰的钢琴二重奏以及阿希尔-克洛德·德彪西的双钢琴版本。

## 配器
该作品需要以下乐器：独奏小提琴、2支长笛/短笛、2支双簧管、2支单簧管、2支巴松管、2支圆号、2支小号（或短号）、3支定音鼓和弦乐。

## 风格和结构
这首曲子以36小节的A小调主题开篇，确立了调性、节奏以及和声主题。管弦乐队以块状和弦进行来支持小提琴，而独奏者则演奏精巧的琶音和半音阶乐段。圣桑通过在切分上升的琶音和下降的八分音符之间摇摆来使得独奏者的节奏不安定。在第18小节，当速度指示从忧郁的行板（Andante malinconico）变为活跃（animato），并且独奏者切入快速的32分音符时，律动开始加速。

## 在流行文化中
1939年的电影《他们将有音乐》以传奇小提琴演奏家雅沙·海菲茨演奏这首作品为特色。
该作品在漫画和动画《四月是你的谎言》中也有重点表现。该作品的两位主角在一次音乐比赛中，以小提琴和钢琴改编的形式演奏了这首作品。